# Mediteranski dan obale
Mediteranski dan obale, međunarodni dan koji se obilježava se u zemljama na Sredozemlju svakog 25. rujna. Kampanju je pokrenuo 2007. UN-ov mediteranski centar za obale Priority Actions Programme/Regional Activity Centre (PAP/RAC) radi jačanja svijesti o vrijednosti obalnih područja te potrebi unaprjeđenja sustava planiranja i upravljanja tim vrijednim područjima, a sve radi postizanja održivog razvoja. PAP/RAC uz pomoć odabranih lokalnih partnera svake godine organizira središnju proslavu u jednoj mediteranskoj zemlji, dok se ostale zemlje pridružuju svojim inicijativama. Na ovaj dan slavi se ljepotu sredozemnih obala i života na njima te upozorava na činjenice koliko su one krhke i izložene raznim ugrozama, najviše od strane čovjeka.

## Vanjske poveznice
- Message on Mediterranean Coast Day (25 September)  UNEP, 18. rujna 2020.
- Priority Actions Programme/Regional Activity Centre
- Coast Day  Arhivirana inačica izvorne stranice od 1. listopada 2020. (Wayback Machine) Information and Communication Regional Activity Centre, UN Environment Programme, Mediterranean Action Plan